# A Morta sem Espelho
A Morta sem Espelho é uma telenovela brasileira co-produzida e exibida pela TV Rio no Rio de Janeiro e pela RecordTV em São Paulo, entre 29 de julho de 1963 e 4 de novembro de 1963, às 22h no Rio de Janeiro e às 19h em São Paulo. Escrita por Nelson Rodrigues e dirigida por Fernando Torres e Sérgio Britto, é considerada uma novela perdida por não ter nenhum registro em vídeo, devido as fitas terem se perdido na falência da TV Rio e aos incêndios na Record.
Conta com Fernanda Montenegro, Fernando Torres, Paulo Gracindo, Isabel Teresa, Ítalo Rossi, Francisco Cuoco, Maria Fernanda e Zilka Salaberry nos papéis principais.

## Produção
Foi livremente inspirada na peça teatral brasileira Vestido de Noiva, também de Nelson Rodrigues, que absorveu alguns elementos na nova história. Foi o grande investimento do diretor Walter Clark, que conseguiu trazer Nelson Rodrigues pela primeira vez para a televisão. É considerada a primeira história completamente brasileira – na época as novelas eram baseadas em textos de época, adaptações de livros antigos ou remakes de novelas cubana, com raras exceções. A ousadia do investimento chegou a possibilitar a construção de um apartamento dentro dos estúdios da TV Rio. A telenovela tinha trilha musical de Vinicius de Moraes, com arranjos compostos por Baden Powell e cantada por Fernanda Montenegro.
Por trazer a história de uma personagem mulher adúltera e insinuações de incesto, a novela foi proibida de passar às 19h no Rio e foi transferida para às 22h. O arcebispo Dom Helder Camara tentou interceder na novela judicialmente, mas foi negado. Por fim a novela saiu do ar antes do previsto pelas restrições do Juizado de Menores.

## Enredo
Renata trai o marido Severo com o caseiro Ulisses, mas passa a não ver mais seu reflexo no espelho. Severo, tomado pela dúvida se aquela punição dívida é resultado de adultério, começa a alucinar e enxergar a mulher na juventude, quando ainda eram felizes, na filha deles Heloísa, que se assusta com o assédio repentino do louco pai. A moça carrega também a culpa de ter roubado Cristiano de sua irmã Neide, mas conhece o amor do médico Odorico.

## Elenco
| Ator/Atriz          | Personagem         |
| ------------------- | ------------------ |
| Fernanda Montenegro | Heloísa Boaventura |
| Fernando Torres     | Dr. Odorico        |
| Paulo Gracindo      | Severo Boaventura  |
| Isabel Teresa       | Renata Boaventura  |
| Ítalo Rossi         | Ulisses            |
| Francisco Cuoco     | Cristiano          |
| Maria Fernanda      | Neide Boaventura   |
| Zilka Salaberry     | Lucrécia           |
| Rosita Thomaz Lopes | Vidinha            |
| Carminha Brandão    | Daniela            |
| Sérgio Britto       | Guilherme          |
| Aldo de Maio        | Alcides            |
| Jaime Barcelos      | Jomar              |